# Halina Rotkiewicz
Halina Mirosława Rotkiewicz (ur. 22 września 1950 w Warszawie, zm. 30 września 2018 tamże) – polska pedagoźka, specjalistka w zakresie filozofii edukacji, wykładowczyni akademicka.

## Życiorys

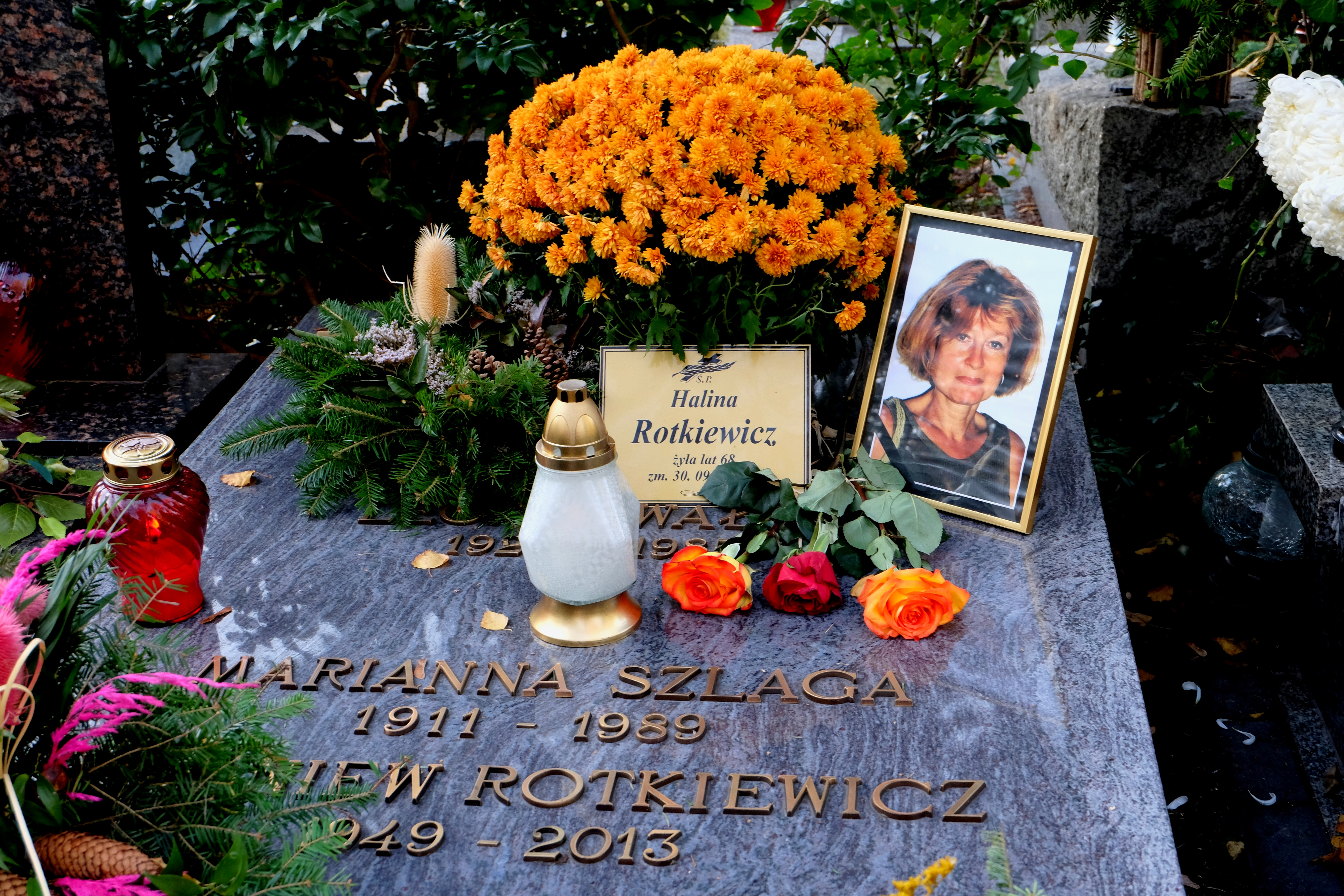
Grób Haliny Rotkiewicz na Cmentarzu Wojskowym na Powązkach w Warszawie

Posiadała stopień naukowy doktora. Przez blisko 20 lat była wiceprezeską Polskiego Towarzystwa Pedagogicznego oraz przewodniczącą Oddziału Warszawskiego, a także członkinią Komisji Rewizyjnej PTP, jego sekretarz generalną i członkinią Rady Naukowej PTP. Była również członkinią honorową PTP i członkinią Komitetów Ogólnopolskich Zjazdów Pedagogicznych. Przez wiele lat pełniła funkcję starszej wykładowczyni Wydziału Pedagogicznego Uniwersytetu Warszawskiego oraz kierownika Studiów Niestacjonarnych. Była również pełniącą obowiązki kierownika Katedry Pedagogiki Ogólnej Wydziału Pedagogicznego Wyższej Szkoły Pedagogicznej Związku Nauczycielstwa Polskiego w Warszawie.
Opublikowała pracę Pedagogiczne aspekty teorii środków masowego przekazu Marshalla McSLuhana (Wrocław, Zakład Narodowy im. Ossolińskich, 1983; ISBN 83-04-01577-3). Pod jej redakcją ukazała się m.in. Filozofia wychowania Sergiusza Hessena (Warszawa, „Żak” 1997; ISBN 83-86770-44-9) oraz Florian Znaniecki: myśl społeczna a wychowanie: inspiracje dla współczesności (Warszawa, „Żak” 2001; ISBN 83-88149-59-8).
Córka Leona i Barbary. Została pochowana 9 października 2018 na Cmentarzu Wojskowym na Powązkach w Warszawie (kwatera C12-4-9).